# Jules Destrée
Jules Destrée (Marcinelle, 21 d'agost del 1863-Brussel·les 2 de gener del 1936 era un jurista i polític belga. Fills d'una família burgesa humanista, els judicis després de la rebel·lió valona i les vagues del 1886 el van conduir a militar al Partit Obrer Belga, predecessor del Partit Socialista.
És conegut per a la seva frase, en un discurs al rei Albert I del 1912: «Sire, il n'y a pas de Belges», traduït: »Sa Majestat, no hi ha cap belgues».